# Institut noble de Moscou
L'institut noble de Moscou (Московский дворянский институт) est un établissement d'enseignement secondaire du temps de l'Empire russe ouvert aux fils de la noblesse (principalement du gouvernement de Moscou) dans le but de les préparer à l'entrée à l'université.

## Histoire
L'institut est ouvert le 22 février 1833, à partir du Premier lycée classique de Moscou fondé le 28 mars 1830 après que la pension noble de l'université de Moscou a été fermée (même si liste des services de Starynkiewicz - ou en transcription russe Starynkevitch - indique qu'il a été nommé directeur de la pension noble le 12 novembre 1830). Dans le même temps, le gymnase (Gymnasium) provincial de Moscou, qui existait depuis 1804, depuis 1833 est devenu le célèbre Premier lycée classique de Moscou qui a formé de nombreuses personnes célèbres.
Le programme d'études complet durait six ans.
L'institut s'installe en 1843 à la maison Pachkov.
Le premier directeur est Semion Iakovlevitch Ounkovski; en 1835-1837, Karl Krause; en 1842-1849, l'historien Alexandre Tchiviliov.
L'institut noble est supprimé en 1849, le bâtiment, une partie des élèves et les comptes sont transférés au 4e lycée classique (Gymnasium) de Moscou.

## Élèves
- Sokrates Starynkiewicz (promotion 1835)
- Lev Meï (1831-1836)
- Nikolaï Kalatchov (1833-1836)
- Alexeï Avdeïev (promotion 1837)
- Pavel Leontiev (1835-1837; médaille d'argent)
- Prince Mikhaïl Obolenski
- Mikhaïl Saltykov-Chtchedrine (1836-1838)[5]
- Ivan Sokolov
- Sergueï Iouriev (promotion 1841)
- Vladimir Bezobrazov
- Gueorgui Filimonov
- Grigori Danilevski (1841-1846)

## Enseignants
- Viktor Aglobine (mathématiques)[6]
- Sergueï Chestakov (à partir de 1845, latin)
- Grigori Chtchourovski (histoire)
- Mikhaïl Gastev (histoire et statistiques), 1833-1837
- Dmitri Ivanov (littérature russe)[7],[8]
- Ivan Kliouchnikov[9]
- Dmitri Krioukov (latin)
- Antoine Monastier (1846-1848, français)[10]
- Piotr Perevlesski (littérature russe)[11]
- Eugène Pluchart (dessin)
- Ossip Somon (1840-1841, mathématiques)